# Rhamnus songorica
Rhamnus songorica är en brakvedsväxtart som beskrevs av Nikolai Fedorovich Gontscharow. Rhamnus songorica ingår i släktet getaplar, och familjen brakvedsväxter. Inga underarter finns listade i Catalogue of Life.